# Un bambino chiamato Natale
Un bambino chiamato Natale (A Boy Called Christmas) è un film del 2021, diretto da Gil Kenan, basato sull'omonimo romanzo di Matt Haig.

## Trama
L'anziana zia Ruth racconta una storia a tre suoi nipotini.
È il racconto di un re che cerca di dare speranza al suo popolo, pur non sapendo come fare. Un gruppo di valorosi cittadini si mette alla ricerca del villaggio leggendario degli elfi, convinti che questo riporterà la gioia all'intero villaggio. Tra gli esploratori vi è anche Joel, un taglialegna padre del giovane Nikolas.
Mentre il genitore è in viaggio, il bambino viene affidato alle cure della sadica zia Carlotta.
Dopo aver trovato la piantina che conduce al famoso villaggio degli elfi, Nikolas decide di partire per raggiungere il padre.
Sarà un cammino pieno di ostacoli, che lo condurrà a conoscere personaggi magici e a costruirsi un futuro.

## Produzione

### Sviluppo
Nel maggio del 2016 fu annunciato che la Blueprint Pictures e StudioCanal avrebbero prodotto un adattamento cinematografico del romanzo di Haig con la sceneggiatura di Ol Parker.
Nell'aprile del 2019 fu annunciato che Gil Kenan avrebbe diretto il film e che Jim Broadbent, Sally Hawkins, Maggie Smith e Kristen Wiig si erano uniti al cast.

### Riprese
Le riprese si sono svolte in Lapponia, Finlandia, Repubblica Ceca, Slovacchia e Londra tra l'aprile e il luglio del 2019.

## Promozione
Il primo trailer del film è stato distribuito il 14 settembre 2021.

## Distribuzione
Un bambino chiamato Natale verrà distribuito nelle sale britanniche, australiane, neozelandesi, francesi, cinesi e tedesche da StudioCanal a partire dal novembre 2021, mentre Netflix ha distribuito il film nel resto del mondo.